# Placieux
Cet article concerne le quartier du Placieux. Pour la voie, voir Rue du Placieux.
Le Placieux est un quartier situé à cheval sur les territoires communaux de Villers-lès-Nancy et de Nancy dans le département de Meurthe-et-Moselle, en région Lorraine. 
Le lieu comprend parmi son bâti certaines habitations de style art déco, parfois inspiré de l'École de Nancy, branche de l'Art nouveau.

## Situation

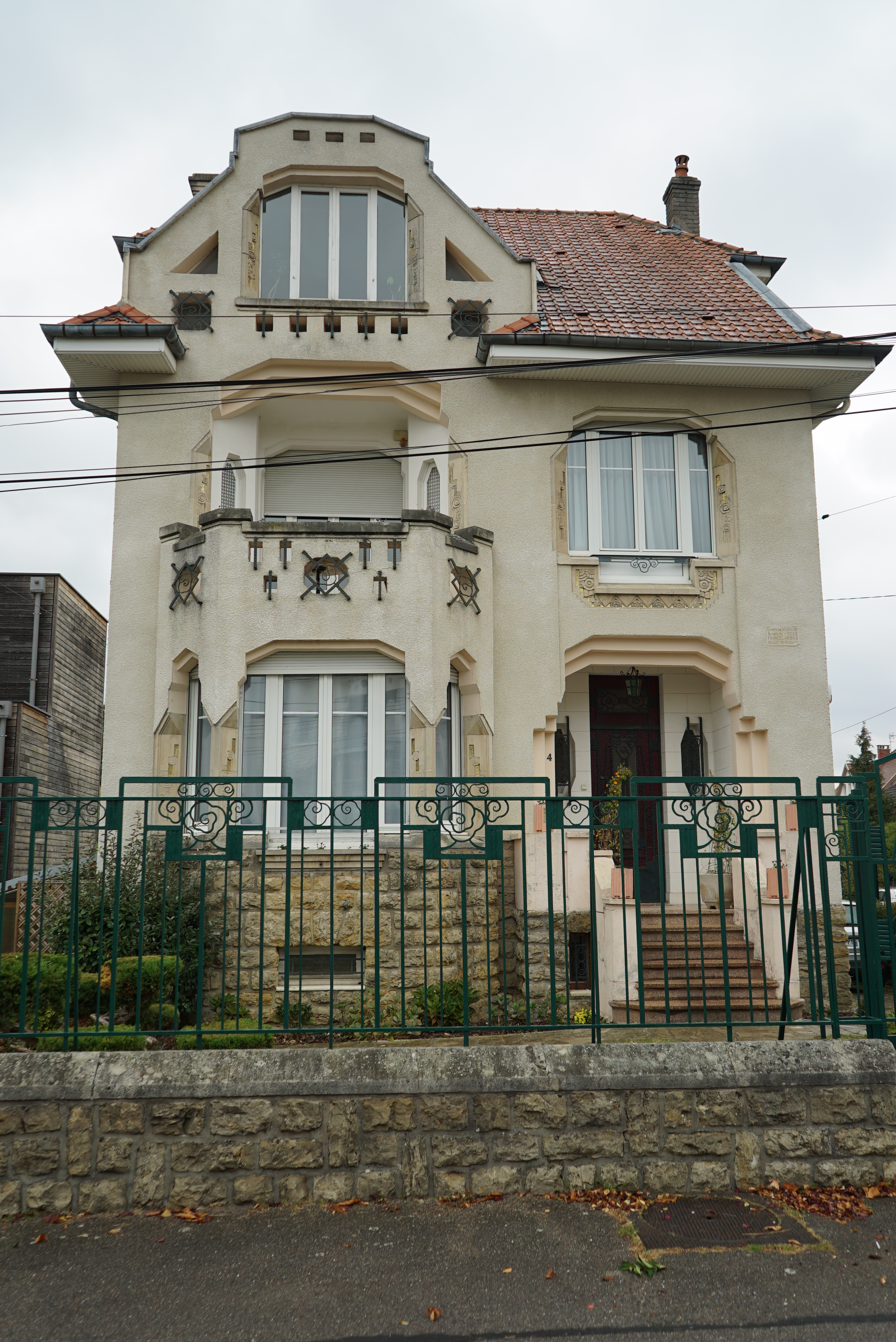
Villa Charles Masson rue Sainte-Odile.

Le Placieux est situé au nord-est de l'ancien village de Villers-lès-Nancy, au niveau de sa frontière avec le territoire communal de la ville de Nancy, dans la continuité du lotissement Art nouveau de la rue Félix-Faure.
Il est classiquement délimité par le boulevard de Baudricourt à l'est, l'avenue de la Libération au nord, le boulevard du Docteur Cattenoz à l'ouest et l'avenue de Brabois au sud.

## Historique

### Les origines
En 1926, les entrepreneurs nancéiens France-Lanord et Bichaton achètent 32 hectares de terres agricoles sur le territoire de Villers-lès-Nancy pour y créer le lotissement du parc du Placieux. Faisant suite aux succès du parc de Saurupt, et en s'inspirant de celui-ci, réalisé 20 ans plus tôt dans le sud de Nancy, et dans le prolongement du lotissement de la rue Félix-Faure, le projet est l'un des plus vastes de la ville. Les voies y sont particulièrement larges : 24 mètres d'une façade à l'autre.
Les premières habitations furent construites à partir du 1927, grâce à un projet de lotissement de la ville sur des terres agricoles. L'évêché crée une paroisse dès 1928 avec la construction de l'église Sainte-Thérèse de Villers-lès-Nancy, qui sera édifiée en style art déco par Jules Criqui, l'architecture du diocèse.
Le lotissement sera ensuite progressivement loti de 1930 à 1946. Les villas sont proposées au sein du lotissement, tandis que les immeubles de rapport sont prévus sur les boulevards.

### Évolution
Par la suite y seront édifiés des Habitations  à bon marché, ainsi que des maisons jumelées. La mairie de Nancy y implantera également un groupe scolaire.
La concurrence d'autres lotissements, notamment celui de Saurupt, dont la taille des propriétés a été revue à la baisse, ralentissent la construction, les grands axes circulants lui sont en partie préférés. À partir de 1932, les parcelles s'établissent beaucoup plus lentement et le projet sera achevé après 1945 en suivant relativement le cahier des charges.
Désormais le quartier présente une synthèse de l'urbanisation de la période de l'art déco jusqu'au années 1960, aussi en termes de villas, maisons de rapport, HBM ou petits immeubles de rapport.